# Attalea princeps
Attalea princeps, comúnmente llamada motacú, es una especie de palmera que habita en la cuenca amazónica siendo endémica de Bolivia distribuyéndose por los departamentos de Santa Cruz, trópico de Cochabamba, el Norte Amazónico del departamento de La Paz y Beni.

## Descripción
Alcanza un tamaño de entre 15 y 20 m de altura. Sus frutos son comestibles y además de ellos se saca aceite de motacú. Tienen una forma  ovalada, son de color amarillo cuando están maduros y verde cuando no lo están, aunque varían según la maduración. También se saca palmito de sus tallos. Las hojas tiernas son utilizadas como fibra para elaborar cestos y otras artesanías.

Tradicionalmente las palmas u hojas de la Attalea princeps se han usado y usan para techar los ranchos cambas denominados pahuichis.

## Antecedentes históricos
Tiene diversas denominaciones: “cachi” por los mójenos, “nomotaquich” por los chiquitanos y “urucuri” por los guarayos. El mesocarpio del fruto, que es de color amarillento, se utiliza para preparar mazamorras y bebidas (chicha) y sirve también de forraje apetecido para el ganado vacuno. De las pequeñas semillas o cocos, que son redondeadas y comestibles, se extrae -por presión- el aceite que se utiliza para preservar el cabello. Las hojas se emplean en la techumbre de casas, así como en la fabricación de sombreros. El cogollo tierno, conocido con el nombre de “palmito”, es un magnífico recurso alimenticio para el viajero o explorador de nuestras selvas. Al efectuar incisiones en la parte superior del tronco, no tarda en depositarse una bebida fraganciosa, agradable y refrescante.

## Taxonomía
Attalea princeps  fue descrita por Carl Friedrich Philipp von Martius y publicado en Voyage dans l'Amérique Méridionale 113, t. 4, f. 3, t. 31B. 1844.
Etimología
Attalea: nombre genérico que conmemora a Atalo III Filometor, rey de Pérgamo en Asia Menor, 138-133 antes de Cristo, que en el ocaso de su vida se interesó por las plantas medicinales.
princeps: epíteto latíno que significa "distinguido".
Sinonimia
- Scheelea princeps (Mart.) H.Karst.	[4][5]